# Gundemaro I
Gundomaro I (también Gundimar, Godomar, o Godemar) fue un rey de los burgundios, hijo mayor y el sucesor de Gebica. Sucedió a su padre en 406 o 407 y reinó hasta el 411. Fue sucedido por su hermano Gislahario. 

## En la leyenda
En el Cantar de los Nibelungos se le llama Gernot y es hermano de Gunther y Giselher. 
En mitología nórdica, se le llama Guthormr, y era el asesino de Sigurd (Sigfried), el matador de dragones.
| Predecesor: Gebica | rey de los burgundios 407 - 411 | Sucesor: Gislahario |

- Datos: Q1291267